# Село-над-Лашким
Село-над-Лашким (словен. Selo nad Laškim) — поселення в общині Лашко, Савинський регіон, Словенія. Висота над рівнем моря: 421,8 м.